# Iserlohner Güterbahn 11
Die Elektrolokomotive Iserlohner Güterbahn 11 wurde bei Jung und BBC 1929 als Einzelstück gebaut.
Die Lokomotive wurde wie die zwei Jahre vorher beschaffte Iserlohner Güterbahn 10 von Jung und BBC gefertigt. Sie verkehrte nach Übernahme der Iserlohner Güterbahn durch die Westfälischen Kleinbahnen (WKB) auf diesen, ab 1942 Iserlohner Kreisbahn (IKB), im Güterverkehr. Mit der schrittweisen Stilllegung der IKB wurde die Lokomotive im Jahr 1961 ausgemustert und verschrottet.

## Geschichte
Zwei Jahre nach der Iserlohner Güterbahn 10 beschafften die Städtischen Betriebe in Iserlohn wieder eine Lokomotive bei Jung (mechanisch, Fabriknummer 3998) und BBC (elektrisch, 5095). Die Lokomotive wurde in zweiachsiger Ausführung gebaut, da der Finanzrahmen der Gesellschaft eine größere Lok nicht zuließ. Sie war dort die einzige zweiachsige Maschine.
In den Hauptbaugruppen (Fahrmotoren, elektrische Ausrüstung, Treibräder) war sie mit der Iserlohner Güterbahn 10 identisch, was eine einheitliche Ersatzteilhaltung ermöglichte.
Die Lokomotive wurde im Jahr 1961 ausgemustert und später verschrottet.

## Technik
Die Lokomotive ist mit seitlichen Grobblechen hergestellt worden, die mit den Querblechen, dem Rahmen und dem Dach vernietet wurden. Im vernieteten Untergestell waren die Achsen gelagert, die direkte Federung der Radsätze wurde mit darüber angeordneten Blattfedern ausgeführt, die mit Federspannschrauben im Untergestell verspannt wurden. Am Untergestell war die Mittelpufferkupplung für den Transport der Rollböcke angebracht.
Die Antriebsmotoren in Tatzlagerbauart waren fremdbelüftet. In einem Vorbau besaß die Lokomotive einen Lüfter mit je zwei Luftschächten für die Kühlung der Fahrmotoren und der elektrischen Anlage.
Die elektrische Ausrüstung stammte von BBC. Über den zentral gelegenen Nockenfahrschalter mit der Widerstandssteuerung wurden die elektrischen Fahrmotoren, die als Reihenschlussmaschinen ausgeführt waren, mit Spannung versorgt. Elektromechanische Schütze schalteten die Hilfsbetriebsmotoren. Die Steuer- und Beleuchtungsspannung betrug 24 V. Für den Betrieb auf öffentlichen Straßen und für die Werksbedienung war die Lok mit optischer sowie akustischer Signaleinrichtung ausgestattet.